# Список комиссаров Юкона
Юкон — территория Канады, образованная в 1898 году. Как и другие территории Канады, Юкон образован федеральным правительством Канады, а не указом королевы Великобритании. Таким образом, комиссар Юкона, назначаемый правительством Канады, не является представителем монархии в территории, а представляет правительство Канады. До 1979 года в функции комиссара территории входило управление ею. После 1979 года, функции комиссара стали соответствовать функциям лейтенант-губернаторов провинций страны. С 1897 по 1918 год управление территорией было в руках комиссара, с 1918 по 1932 год территорией управлял комиссар по золоту, а с 1932 по 1948 — контроллёр. В 1948 году было возвращено первоначальное название должности.
Ниже представлен список комиссаров, комиссаров по золоту и контролёров территории Юкон.
| N                   | Имя                          | Англ.                         | Начало срока          | Окончание срока      |
| ------------------- | ---------------------------- | ----------------------------- | --------------------- | -------------------- |
| Комиссары           |                              |                               |                       |                      |
| 1                   | Джеймс Морроу Уолш           | James Morrow Walsh            | 17 августа 1897 года  | 5 июля 1898 года     |
| 2                   | Уильям Огилви                | William Ogilvie               | 4 июля 1898 года      | 11 марта 1901 года   |
| 3                   | Джеймс Гамильтон Росс        | James Hamilton Ross           | 11 марта 1901 года    | 1 января 1902 года   |
| 4                   | Закари Тейлор Вуд            | Zachary Taylor Wood           | 1 января 1902 года    | 4 марта 1903 года    |
| 5                   | Фредерик Теннисон Коньон     | Frederick Tennyson Congdon    | 4 марта 1903 года     | 29 октября 1904 года |
| 6                   | Уильям Уоллес Бёрнс Макиннес | William Wallace Burns McInnes | 27 мая 1905 года      | 31 декабря 1906 года |
| 7                   | Александр Хендерсон          | Alexander Henderson           | 17 июня 1907 года     | 1 июня 1911 года     |
| 8                   | Джордж Блэк                  | George Black                  | 1 февраля 1912 года   | 13 октября 1916 года |
| 9                   | Джордж Норрис Уильямс        | George Norris Williams        | 13 октября 1916 года  | 1 апреля 1918 года   |
| Комиссары по золоту |                              |                               |                       |                      |
|                     | Джордж Паттон Маккензи       | George Patton MacKenzie       | 1 апреля 1918 года    | 1924                 |
|                     | Перси Беаристо Рид           | Percy Bearisto Reid           | 1 апреля 1925 года    | декабрь 1927         |
|                     | Джордж Ян Маклин             | George Ian MacLean            | 1 апреля 1928 года    | 30 июня 1932 года    |
| Контролёры          |                              |                               |                       |                      |
|                     | Джордж Аллан Джекелл         | George Allan Jeckell          | 30 июня 1932 года     | июль 1946            |
|                     | Джордж Эдвард Гиббен         | John Edward Gibben            | 18 сентября 1947 года | 7 января 1948 года   |
| Комиссары           |                              |                               |                       |                      |
| 10                  | Джордж Эдвард Гиббен         | John Edward Gibben            | 7 января 1948 года    | 15 августа 1950 года |
| 11                  | Эндрю Харольд Гибсон         | Andrew Harold Gibson          | 15 августа 1950 года  | 15 октября 1951 года |
| 12                  | Фредерик Фрейзер             | Frederick Fraser              | 15 октября 1951 года  | 5 ноября 1952 года   |
| 13                  | Уилфрид Джордж Браун         | Wilfred George Brown          | 5 ноября 1952 года    | 8 января 1955 года   |
| 14                  | Фредерик Ховард Коллинс      | Frederick Howard Collins      | 8 января 1955 года    | 1 мая 1962 года      |
| 15                  | Гордон Робертсон Камерон     | Gordon Robertson Cameron      | 1 мая 1962 года       | 7 ноября 1966 года   |
| 16                  | Джеймс Смит                  | James Smith                   | 7 ноября 1966 года    | 1 июля 1976 года     |
| 17                  | Артур макдональд Пирсон      | Arthur MacDonald Pearson      | 1 июля 1976 года      | 1 ноября 1978 года   |
| 18                  | Франк Финглэнд               | Frank Fingland                | 1 ноября 1978 года    | 21 декабря 1978 года |
| 19                  | Иона Джин Кристенсен         | Ione Jean Christensen         | 21 декабря 1978 года  | 9 октября 1979 года  |
| 20                  | Дуглас Лесли Дьюи Белл       | Douglas Leslie Dewey Bell     | 9 октября 1979 года   | 27 марта 1986 года   |
| 21                  | Джон Кеннет Маккиннон        | John Kenneth McKinnon         | 27 марта 1986 года    | 12 июня 1995 года    |
| 22                  | Джуди Джинджелл              | Judy Gingell                  | 12 июня 1995 года     | 1 октября 2000 года  |
| 23                  | Джек Кейбл                   | Jack Cable                    | 1 октября 2000 года   | 1 декабря 2005 года  |
| 24                  | Джеральдина Ван Биббер       | Geraldine Van Bibber          | 1 декабря 2005 года   | 16 декабря 2010 года |
| 25                  | Даг Филлипс                  | Doug Phillips                 | 16 декабря 2010 года  | 31 декабря 2018 года |
| 26                  | Анжелика Бернар              | Angélique Bernard             | 12 марта 2018 года    |                      |